# (13090) 1992 PV2
A (13090) 1992 PV2 a Naprendszer kisbolygóövében található aszteroida. Henry E. Holt fedezte fel 1992. augusztus 6-án.